# Масаки, Ёсими
Ёсими Масаки (род. 20 августа 1962, Осака) — японский дзюдоист, чемпион и призёр чемпионатов Японии, чемпион и призёр чемпионатов мира среди студентов, победитель Летней универсиады и Азиатских игр, чемпион Азии и мира. Выступал в тяжёлой (свыше 95 кг) и абсолютной весовых категориях. В 1982 году стал серебряным призёром чемпионата мира среди студентов в тяжёлом весе. В 1983 и 1984 годах становился бронзовым призёром чемпионатов Японии в тяжёлой и абсолютной категориях. В 1984 году Масаки становился чемпионом мира среди студентов и чемпионом Азии в абсолютном весе. В 1985 году стал чемпионом Универсиады в Кобе и чемпионом мира в абсолютном весе. В 1986 году Масаки стал победителем Азиатских игр в Сеуле.

## Выступления на чемпионатах Японии
- Чемпионат Японии по дзюдо 1983 года:
  - Свыше 95 кг — ;
  - Абсолютная категория — ;
- Чемпионат Японии по дзюдо 1984 года:
  - Свыше 95 кг — ;
  - Абсолютная категория — ;
- Чемпионат Японии по дзюдо 1985 года:
  - Свыше 95 кг — ;
  - Абсолютная категория — ;
- Чемпионат Японии по дзюдо 1986 года:
  - Абсолютная категория — ;
- Чемпионат Японии по дзюдо 1987 года:
  - Абсолютная категория — ;
- Чемпионат Японии по дзюдо 1988 года:
  - Свыше 95 кг — ;
  - Абсолютная категория — ;